# زورنیتسا
زورنیتسا (به لاتین: Zornitsa) یک منطقهٔ مسکونی در بلغارستان است که در شهرستان اکساکاوو واقع شده‌است.